# مگومی ناکامورا
مگومی ناکامورا (انگلیسی: Megumi Nakamura؛ زادهٔ ۲۴ اوت ۲۰۰۰) بازیکن فوتبال اهل ژاپن است.